# Diocèse suburbicaire d'Ostie
Le diocèse suburbicaire d'Ostie (en latin : diocesis Ostiensis ; en italien : diocesi di Ostia) est une Église particulière de l'Église catholique en Italie. Son siège est la basilique Sant'Aurea d'Ostia Antica.
Le diocèse d'Ostie est un des sept diocèses suburbicaires. Chacun d'eux a la particularité d'être à la fois un diocèse proprement dit et un titre cardinalice dont l'attribution confère à  son titulaire la qualité de cardinal-évêque. Le titre cardinalice d'Ostie est réservé au cardinal-doyen qui préside le Collège des cardinaux.
Le diocèse d'Ostie est érigé au IIIe siècle. Selon la tradition, son premier évêque serait Cyriaque ou Quiriace d'Ostie, en 229, martyr avec le prêtre Maxime, le diacre Archelaus et des soldats romains.
D'après le Liber Pontificalis, l'évêque d'Ostie serait le premier auquel un pape aurait conféré le pallium : Marc, pape du 18 janvier au 7 octobre 336, l'aurait remis à l'évêque d'Ostie.
Il est un des sept diocèses situés à proximité de Rome (d'où le nom de diocèse suburbicaire) et dépendant du diocèse romain.
Le titre d'évêque d'Ostie est traditionnellement attribué depuis 1150 au doyen du Collège des cardinaux, en plus du diocèse qui était précédemment le sien depuis 1914. Auparavant, le doyen du Collège recevait le diocèse d'Ostie et Velletri en lieu et place de son diocèse précédent : depuis cette date, les diocèses d'Ostie et de Velletri sont séparés. Si le doyen était auparavant le plus ancien cardinal-évêque, il est aujourd'hui élu par ses pairs, avec l'approbation du pape.
L'actuel cardinal-évêque d'Ostie est Giovanni Battista Re, cardinal-évêque de Sabina-Poggio Mirteto. Il a succédé, le 18 janvier 2020, au cardinal-évêque d'Albano Angelo Sodano qui est démissionnaire.
L'actuel administrateur apostolique d'Ostie est Baldassare Reina : il a succédé, le 6 avril 2024, à Angelo De Donatis.

## Territoire
Par le décret Perantiquae et illustris du 22 mai 1948, la Congrégation consistoriale a réduit le territoire du diocèse d'Ostie en incorporant les paroisses Santi Martino e Antonio, San Michele arcangelo, Santa Maria del Soccorso et Santa Maria Regina Pacis au diocèse de Rome.
Sous le pontificat de Benoît XVI, par le décret Quo aptius christifidelium du 17 juillet 2012, la Congrégation pour les évêques a modifié le territoire du diocèse d'Ostie qui comprend désormais la paroisse de la cathédrale, la basilique di Sant'Aurea, et celles de San Carlo da Sezze et de San Timoteo. S'ajoute la paroisse de Sant'Aostino Vescove, créée en 2002.

## Historique
Ville cosmopolite, le port antique d'Ostie accueillit une foule de culte étrangers, parmi lesquels, le christianisme. Naturellement, un diocèse se constitua dès le IIIe siècle avec saint Cyriaque d'Ostie (es) comme premier évêque. L'empereur Constantin Ier y fait alors construire une basilique dédiée à Pierre, Paul et Jean-Baptiste. Selon Saint Augustin, une tradition remontant à l'an 336, veut que ce soit les évêques d'Ostie qui intronisent les papes élus.
Le déclin d'Ostie, vers le VIe - VIIe siècles, entraîne le transfert de l'évêché à Ostia Antica, dans l'église dédiée à sainte Aurée, martyre à Ostie au IIIe siècle sous le règne de l'empereur Claude, et qui devient alors basilique. En 707, l'évêque réside néanmoins à Rome où il obtint la charge d'administrer la Bibliothecarius Sanctae Ecclesiae (« Bibliothèque de la sainte église »).
C'est en 1150 que le pape Eugène III décrète que l'évêché d'Ostie reviendra de droit au doyen du Collège cardinalice. Jusqu'au 5 mai 1914 et la décision du pape Pie X, le diocèse suburbicaire de Velletri-Segni est lié à celui d'Ostie. Le diocèse de Latina-Terracina-Sezze-Priverno (appelé alors Tres Tabernae) fait également partie du diocèse d'Ostie à plusieurs époques.
Le pape Pie XII réintègre le diocèse dans celui de Rome, qui, tout en restant le diocèse du doyen du collège des cardinaux, est  géré par un administrateur apostolique.